# العلاقات الأندورية الميانمارية
العلاقات الأندورية الميانمارية هي العلاقات الثنائية التي تجمع بين أندورا وميانمار.

## مقارنة بين البلدين
هذه مقارنة عامة ومرجعية للدولتين:
| وجه المقارنة                                              | أندورا                                                     | ميانمار          |
| --------------------------------------------------------- | ---------------------------------------------------------- | ---------------- |
| المساحة (كم2)                                             | 468                                                        | 676.58 ألف       |
| عدد السكان (نسمة)                                         | 76.18 ألف                                                  | 53.37 مليون      |
| الكثافة السكانية (ن./كم²)                                 | 16.28 ألف                                                  | 78.88            |
| العاصمة                                                   | أندورا لا فيلا                                             | نايبيداو، يانغون |
| اللغة الرسمية                                             | اللغة الكتالونية                                           | اللغة البورمية   |
| العملة                                                    | يورو                                                       | كيات ميانماري    |
| الناتج المحلي الإجمالي (بليون دولار)                      | 3.01 مليار                                                 | 69.32 مليار      |
| الناتج المحلي الإجمالي (تعادل القوة الشرائية) بليون دولار |                                                            | 282.95 مليار     |
| الناتج المحلي الإجمالي الاسمي للفرد دولار أمريكي          |                                                            | 1.16 ألف         |
| الناتج المحلي الإجمالي للفرد دولار أمريكي                 |                                                            |                  |
| مؤشر التنمية البشرية                                      | 0.858                                                      | 0.536            |
| رمز المكالمات الدولي                                      | +376                                                       | +95              |
| رمز الإنترنت                                              | .ad                                                        | .mm              |
| المنطقة الزمنية                                           | ت ع م+01:00، توقيت وسط أوروبا، ت ع م+02:00، أوروبا/أندورا ‏ | ت ع م+06:30      |

## منظمات دولية مشتركة
يشترك البلدان في عضوية مجموعة من المنظمات الدولية، منها:
| علم المنظمة | اسم المنظمة                   | تاريخ انضمام أندورا | تاريخ انضمام ميانمار |
| ----------- | ----------------------------- | ------------------- | -------------------- |
|             | منظمة الشرطة الجنائية الدولية | ?                   | ?                    |
|             | يونسكو                        | 20 أكتوبر 1993      | 27 يونيو 1949        |
|             | منظمة حظر الأسلحة الكيميائية  | ?                   | ?                    |
|             | الأمم المتحدة                 | 28 يوليو 1993       | 19 أبريل 1948        |
|             | الاتحاد الدولي للاتصالات      | 12 نوفمبر 1993      | 15 سبتمبر 1937       |

## وصلات خارجية
- موقع وزارة الخارجية الأندورية
- موقع وزارة الخارجية الميانمارية